# Hemigraphis decipiens
Hemigraphis decipiens är en akantusväxtart som först beskrevs av Christian Gottfried Daniel Nees von Esenbeck, och fick sitt nu gällande namn av Emilio Huguet del Villar y Serrataco. Hemigraphis decipiens ingår i släktet Hemigraphis och familjen akantusväxter. Inga underarter finns listade i Catalogue of Life.